# Jan Wyrwicz
Jan Wyrwicz (ur. 1892 w Wiśniczu,  zm. 1964 w Grodzisku Wielkopolskim) – żołnierz Legionów Polskich i Armii Krajowej, Sprawiedliwy wśród Narodów Świata.

## Życiorys
Podczas I wojny światowej służył w Legionach Polskich, w okresie międzywojennym ukończył studia prawnicze i pracował jako sędzia.
Podczas okupacji wstąpił do Armii Krajowej. We własnym domu w Bochni ukrywał grupę Żydów (rodzinę Neuhoffów), którym pomagał zbiec z krakowskiego getta. 
Jan Wyrwicz znał rodzinę Neuhoffów jeszcze z czasów przedwojennych, gdy prowadzili oni sklep obuwniczy w Krakowie. W czasie wojny podjął starania, by ewakuować ich na Węgry, jednak bezskutecznie. Następnie ukrył ich w swoim domu w Bochni (68-letniego Dawida, jego 65-letnią żonę Rózię, ich syna Szolema oraz Lusię i Lilkę, tj. żonę i córkę Szolema.
J. Wyrwicz wspomagał także licznych więźniów obozów Auschwitz-Birkenau i Plaszow, którym wysyłał paczki z żywnością i lekami. 
Po wojnie z nakazu pracy osiedlił się w Grodzisku Wielkopolskim, gdzie pracował jako sędzia, a później notariusz. W 1953 r. został aresztowany przez władze komunistyczne, był więziony w Rawiczu. Dzięki pomocy uratowanych w czasie okupacji Żydów odzyskał wolność.
10 maja 2013 córka i syn Jana Wyrwicza odebrali przyznany mu pośmiertnie medal „Sprawiedliwy wśród Narodów Świata".